# Robert F. Simon
Robert F. Simon (* 2. Dezember 1908 in Mansfield, Ohio; † 29. November 1992 in Tarzana, Los Angeles, Kalifornien) war ein US-amerikanischer Schauspieler.

## Leben und Karriere
Gebürtig aus Ohio kommend, begann Robert F. Simon seine Schauspielkarriere beim Cleveland Playhouse. Mit der Schauspielerei wollte er ursprünglich in erster Linie seine Schüchternheit besiegen, doch schließlich entwickelte sich eine professionelle Karriere. Sein Broadway-Debüt machte er 1942 in dem Drama Uncle Harry an der Seite von Eva Le Gallienne und Joseph Schildkraut. In den folgenden Jahren arbeitete er regelmäßig am Broadway als Schauspieler sowie Inspizient. Unter anderem war bei der Uraufführung von Tod eines Handlungsreisenden 1949 Regieassistent von Elia Kazan sowie Vertretung von Schauspieler Lee J. Cobb in der Titelrolle des Stückes. Simon war ein Mitglied der berühmten Schauspielwerkstatt Actors Studio in New York.
Sein Filmdebüt machte Simon 1950 in einer kleinen Rolle als Polizei-Inspektor im Film noir Faustrecht der Großstadt unter Regie von Otto Preminger. Der hochgewachsene, zur Glatze neigende Charakterdarsteller wurde in Hollywood vorwiegend als Darsteller von Autoritätsfiguren wie Polizisten (Der Zwang zum Bösen), Sheriffs (Duell im Morgengrauen), Ärzten (Eine Handvoll Hoffnung), Militäroffizieren (Unternehmen Petticoat) oder Vätern (als Vater von Benny Goodman in Die Benny Goodman Story) beschäftigt. Nachdem er in den 1950er-Jahren als Nebendarsteller an einer Vielzahl von Kinofilmen mitgewirkt hatte, wandte er sich mit Beginn der neuen Dekade vermehrt dem Fernsehen zu. Er hatte wiederkehrende Rollen in mehreren Serienklassikern, so als freundlicher Schwiegervater der von Elizabeth Montgomery verkörperten Titelfigur in fünf Folgen Verliebt in eine Hexe sowie in der Rolle des General Mitchell in drei Folgen von M*A*S*H. In der Fernsehserie The Amazing Spider-Man, der ersten Realverfilmung der Spider-Man-Comics, spielte er zwischen 1978 und 1979 den Zeitungsmann J. Jonah Jameson.
Im Laufe seiner Karriere trat Simon in rund 150 Fernsehserien und fast 50 Spielfilmen auf. Seine letzte Rolle erfolgte 1985 in einer Episode von Airwolf. Er starb 1992 drei Tage vor seinem 84. Geburtstag und wurde auf dem Oakwood Memorial Park in Los Angeles beigesetzt.

## Filmografie (Auswahl)

### Film
- 1950: Faustrecht der Großstadt (Where the Sidewalk Ends)
- 1951: Sieg über das Dunkel (Bright Victory)
- 1954: Heißes Pflaster (Rogue Cup)
- 1955: Das Mädchen auf der Samtschaukel (The Girl in the Red Velvet Swing)
- 1955: Der Speer der Rache (Chief Crazy Horse)
- 1955: Verdammt zum Schweigen (The Court-Martial of Billy Mitchell)
- 1956: Anklage: Hochverrat (The Rack)
- 1956: Mädchen ohne Mitgift (The Catered Affair)
- 1956: Eine Handvoll Hoffnung (Bigger Than Life)
- 1956: Die Benny Goodman Story (The Benny Goodman Story)
- 1956: Nur Du allein (Never Say Goodbye)
- 1957: Ein Mann besiegt die Angst (Edge of the City)
- 1958: König der Freibeuter (The Buccaneer)
- 1958: Duell im Morgengrauen (Gunman’s Walk)
- 1959: Der Zwang zum Bösen (Compulsion)
- 1959: Unternehmen Petticoat (Operation Petticoat)
- 1959: Der Zorn des Gerechten (The Last Angry Man)
- 1960: So eine Affäre (The Facts of Life)
- 1962: Am schwarzen Fluß (The Spiral Road)
- 1962: Der Mann, der Liberty Valance erschoß (The Man Who Shot Liberty Valance)
- 1963: Captain Newman (Captain Newman, M.D.)
- 1963: Eine neue Art von Liebe (A New Kind of Love)
- 1964: Bezwinger des Todes (Fate is the Hunter)
- 1965: New York Expreß (Blindfold)
- 1967: The Reluctant Astronaut
- 1971: Private Duty Nurses

### Fernsehen
- 1951: Pulitzer Prize Playhouse (1 Folge)
- 1955: Alfred Hitchcock präsentiert (1 Folge)
- 1957–1966: Rauchende Colts (Gunsmoke, 7 Folgen)
- 1958–1963: Perry Mason (3 Folgen)
- 1959: Am Fuß der blauen Berge (Laramie,1 Folge)
- 1959: Peter Gunn (1 Folge)
- 1959: Black Saddle (1 Folge)
- 1960, 1962: Tausend Meilen Staub (Rawhide, 2 Folgen)
- 1960, 1970: Bonanza (2 Folgen)
- 1961: Hawaiian Eye (1 Folge)
- 1962: Preston & Preston (The Defenders, 1 Folge)
- 1962–1963: Saints and Sinners (13 Folgen)
- 1963: Twilight Zone (1 Folge)
- 1963: 77 Sunset Strip (1 Folge)
- 1963–1968: Die Leute von der Shiloh Ranch (The Virginian, 4 Folgen)
- 1964–1971: Verliebt in eine Hexe (Bewitched, 5 Folgen)
- 1965: Die Seaview – In geheimer Mission (Voyage to the Bottom of the Sea, 1 Folge)
- 1966: Mini-Max (1 Folge)
- 1967: Colonel Custer (17 Folgen)
- 1968: Ihr Auftritt, Al Mundy (It Takes a Thief , 1 Folge)
- 1968: Andy Griffith Show (The Andy Griffith Show, 1 Folge)
- 1970–1971: Nancy (17 Folgen)
- 1972–1976: Die Straßen von San Francisco (The Streets of San Francisco, 7 Folgen)
- 1973: M*A*S*H (3 Folgen)
- 1973: Die Partridge Familie (The Partridge Family, 1 Folge)
- 1973, 1976: Ein Sheriff in New York (McCloud , 2 Folgen)
- 1974: Barnaby Jones (1 Folge)
- 1975: Hawaii Fünf-Null (Hawaii Five-O, 1 Folge)
- 1975: Columbo: Tödliches Comeback (Forgotten Lady)
- 1977: Tail Gunner Joe
- 1977–1982: Quincy (4 Folgen)
- 1978–1979: The Amazing Spider-Man (13 Folgen)
- 1985: Airwolf (1 Folge)